# Aydın (province)
Pour les articles homonymes, voir Aydın (homonymie).
Pour la ville, voir Aydın.
La province d'Aydın est une des 81 provinces  (en turc : il, au singulier, et iller au pluriel) de la Turquie.
Sa préfecture (en turc : valiliği) se trouve dans la ville éponyme d'Aydın.

## Géographie
Sa superficie est de 8 007 km2 et est bordée par la mer Égée. Aydın est première province de Turquie dans la production d'olive, de figue et de châtaigne et troisième province de Turquie dans la production de coton.

## Population
En 2013, la province était peuplée de 1 020 957 habitants, soit une densité de population de 128 hab./km2.
| 2000    | 2001    | 2002    | 2003    | 2004    | 2005    | 2006    |
| ------- | ------- | ------- | ------- | ------- | ------- | ------- |
| 870 460 | 881 911 | 892 345 | 902 594 | 913 340 | 924 446 | 935 800 |

| 2007    | 2008    | 2009    | 2010    | 2011    | 2012      | 2013      |
| ------- | ------- | ------- | ------- | ------- | --------- | --------- |
| 946 971 | 965 500 | 979 155 | 989 862 | 999 163 | 1 006 541 | 1 020 957 |

| 2014      | 2015      | 2016      | 2017      | 2018      | 2019      | 2020      |
| --------- | --------- | --------- | --------- | --------- | --------- | --------- |
| 1 041 979 | 1 053 506 | 1 068 260 | 1 080 839 | 1 097 746 | 1 110 972 | 1 119 084 |

| 2021      | 2022      | 2023      | - | - | - | - |
| --------- | --------- | --------- | - | - | - | - |
| 1 134 031 | 1 148 241 | 1 161 702 | - | - | - | - |

### Démographie
La province d'Aydın est composée de 85 % de Turcs, pour la plupart anatoliens, le reste étant des Turcs venus des Balkans. 10 % des habitants sont des Kurdes ayant fui leur région d'origine, la Région de l'Anatolie du Sud-Est, une Région pauvre et dépourvue d'infrastructures, pour venir s'installer à Aydin dans le but de travailler dans le commerce ou dans le tourisme. Les 5 % restants sont des Gitans, des Circassiens, des Albanais et des Afro-Turcs. =

## Administration
La province est administrée par un préfet (en turc : vali)

## Subdivisions
La province est divisée en 17 districts (en turc : ilçe, au singulier).

## Tourisme
La province est particulièrement bien pourvue en sites touristiques surtout dans la vallée du Méandre qui contient quelques-uns des sites archéologiques les plus importants.
District d'Aydın
- Le site antique de Tralles.

District de Çine
- Le site antique d'Alabanda
- Le site antique de Milet à Balat
- Le site antique de Didymes à Didim même.

District de Kuşadası
- La ville et la station balnéaire de Kuşadası.

District de Söke
- Le site de la ville antique de Priène;
- Le site de la ville antique de Myonte;
- Le site du lac Bafa

District de Sultanhisar
- Le site antique de Nysa.